# Dolmen du Bourg
Le dolmen du bourg, appelé aussi dolmen de l'école de garçons, est un dolmen situé sur la commune d'Exoudun, dans le département des Deux-Sèvres.

## Historique
Le dolmen est classé au titre des monuments historiques par arrêté du 1er juillet 1970.

## Description
Le dolmen est ruiné. Il en demeure une massive table de couverture (4,75 m sur 3,50 m) et, à l'écart, deux orthostates de respectivement 0,35 m et 1,32 m de hauteur. La table est traversée d'une rigole de 9 cm de largeur sur 4 à 5 cm de profondeur. Les blocs sont en calcaire bathonien.